# Цават (Белуно)
Цават је насеље у Италији у округу Белуно, региону Венето.
Према процени из 2011. у насељу је живело 10 становника. Насеље се налази на надморској висини од 1071 м.